# Недялко Стамболиев
Недялко Костадинов Стамболиев, известен и с прякора си Джеки, е бивш български футболист, защитник, а впоследствие и треньор по футбол. Легендарен състезател на Локомотив (Пловдив), където играе в продължение на 12 сезона в А група като записва 293 мача и отбелязва 10 гола. Един от най-успешните треньори в детско-юношеската школа на черно-белите.

## Биография
Недялко Стамболиев е роден на 26 юни 1947 г. в град Свиленград .

## Кариера
Професионалната си кариера започва в отбора на Граничар (Свиленград) през сезон 1965/66 като играе там в продължение на два сезона. През лятото на 1967 г. е привлечен в състава на Локомотив (Пловдив), където играе до 1980 г. Има 293 мача и 10 гола в А група за пловдивчани. Недялко Стамболиев е на шесто място във вечната ранглиста на Локомотив (Пловдив) по изиграни мачове в елита.
Вицешампион през 1973 г. и Бронзов медалист през 1969 и 1974 г. За Локомотив (Пловдив) има също 11 мача в турнира за Купата на УЕФА.
Има 2 мача за националния отбор на България.
След прекратяване на състезателната си кариера Стамболиев е треньор в детско-юношеската школа на Локомотив (Пловдив) като извежда набор 1976 до Шампионската титла за юноши старша възраст и набор 1989 до Шампионската титла за юноши младша възраст. Под негово ръководство се изграждат футболисти като Георги Иванов – Гонзо и Васил Камбуров.

## Успехи
Локомотив Пловдив
- Вицешампион (1 път) – 1972/73
- Бронзов медалист (2 пъти) – 1968/69, 1973/74